# 東涌達東路巴士總站
東涌達東路巴士總站（英語：Tung Chung Tat Tung Road Bus Terminus）是位於新界離島區東涌市中心達東路，現時有4條巴士路線以本站為總站，另外亦有2條巴士路線途經本站。

## 總站路線資料

### 新大嶼山巴士1R線
- 紅磡（紅鸞道） → 東涌達東路巴士總站

### 新大嶼山巴士23線
- 東涌達東路巴士總站 ↔ 昂坪

提供東涌來往昂坪服務，途經長沙、塘福、水口、羌山道。乘客可以前往東涌纜車站轉乘其他交通工具前往各區。（步行2分鐘）

### 新大嶼山巴士34線
- 東涌達東路巴士總站 ↔ 石門甲

提供東涌來往石門甲服務，途經逸東邨及赤臘角新村。

### 新大嶼山巴士34S線
- 未有資料，請加入至Module:香港巴士/lantau。

### 新大嶼山巴士36線
- 東涌達東路巴士總站 ↔ 迪士尼樂園
- 未找到該路綫的special資料，請複查Module:香港巴士/lantau。

提供東涌來往迪士尼樂園服務，途經白芒、小蠔灣。請注意：本線只於每日開出5班車。（2至4小時一班）

## 途經路線資料

### 新大嶼山巴士1R線
- 紅磡（紅鸞道） → 昂坪

### 新大嶼山巴士B6線
- 港珠澳大橋香港口岸 ↔ 滿東邨